# Lékař

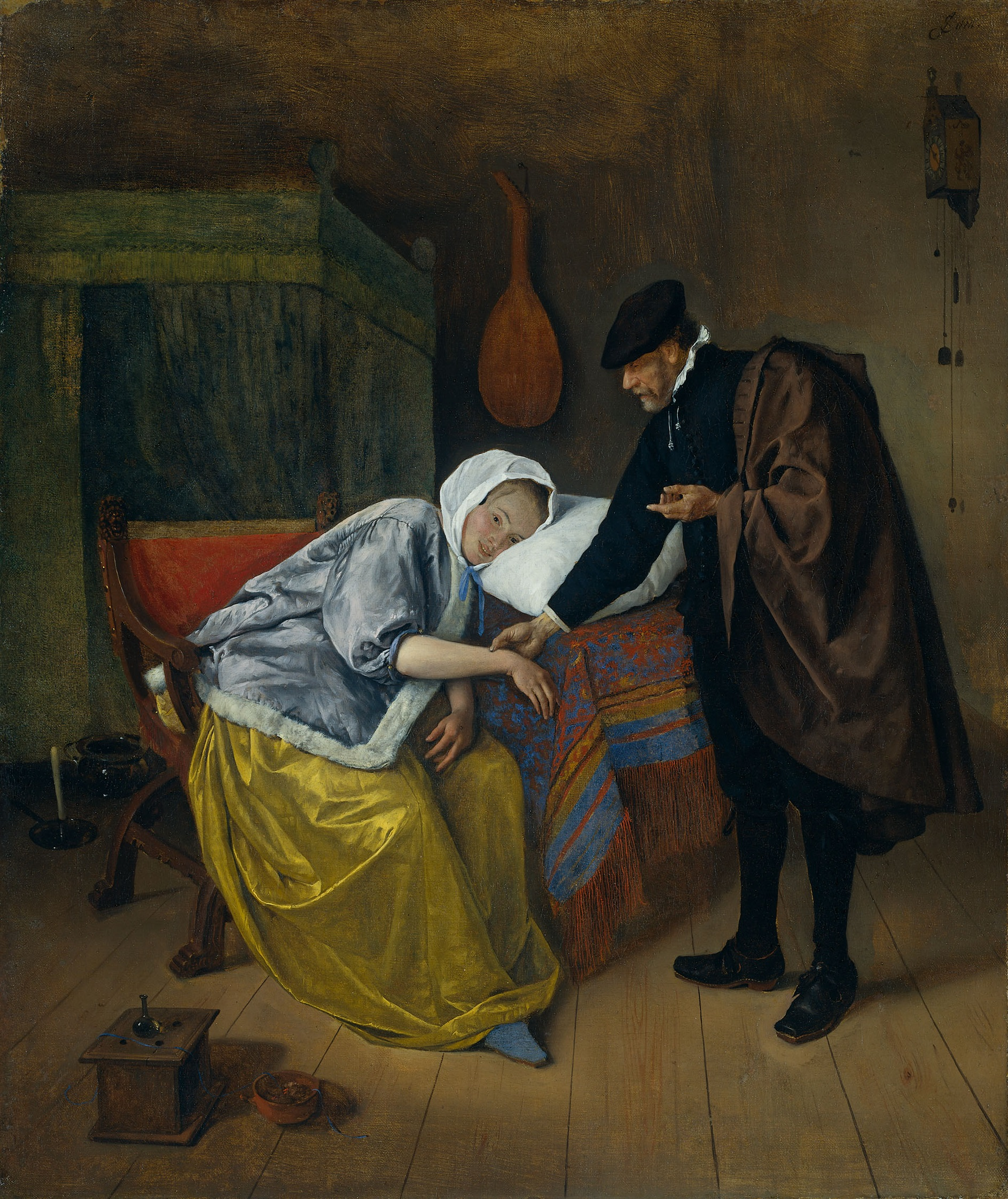
Jan Havicksz Steen

Lékař je osoba vzdělaná v lékařství s licencí k výkonu lékařské praxe. Zaměřuje se zejména na prevenci, odhalování, léčbu a následnou péči v případě nemocí nebo poškození zdraví, zahrnuje případně i vzdělávací, osvětovou činnost v této oblasti. 
V Česku se jedná typicky o absolventa magisterského studijního programu všeobecné lékařství na lékařské fakultě, což je šestileté prezenční studium zakončené titulem „doktor medicíny“ (tj. forma udělovaná diplomem od roku 1998; ve zkratce MUDr., Medicinae universae doctor, což doslovně česky znamená doktor všeobecného lékařství).
K roku 2013 existovalo na území České republiky osm lékařských fakult poskytujících příslušné vzdělání. Na Fakultě vojenského zdravotnictví Univerzity obrany v Hradci Králové lze studovat magisterský program vojenské všeobecné lékařství, na němž se podílí také LF v Hradci Králové UK. Od roku 2010 je akreditován obor všeobecné lékařství na nově zřízené Lékařské fakultě Ostravské univerzity.
Dle České lékařské komory nejsou absolventi zubního lékařství oficiálně považováni za doktory v tradičním slova smyslu.
Zubní lékař je absolvent magisterského studijního programu zubní lékařství na lékařské fakultě. V Česku jde o pětileté prezenční studium zakončené titulem „doktor zubního lékařství“ (ve zkratce MDDr., Medicinae dentium doctor). K roku 2013 poskytovalo příslušné vzdělání pět lékařských fakult, z toho jedna v Praze a po jedné v Hradci Králové, Plzni, Brně a Olomouci. Na FVZ UO lze též studovat vojenské zubní lékařství.
Podle své odbornosti skládá odborné zkoušky – atestace.
Patronem lékařů je sv. Lukáš.

## Seznam prvních českých lékařek
Chronologický seznam prvních českých lékařek:
- Bohuslava Kecková – promována 1880 v Curychu[2]
- Anna Bayerová – promována 30. listopadu 1881 v Bernu[3]
- Anna Honzáková – promována 17. března 1902 na české Karlo-Ferdinandově univerzitě v Praze[4]
- Růžena Machová – promována 21. prosince 1903 na české Karlo-Ferdinandově univerzitě v Praze
- Marie Peigerová – promována 21. března 1904 na české Karlo-Ferdinandově univerzitě v Praze[5]
- Eliška Vozábová – promována 18. července 1904 na české Karlo-Ferdinandově univerzitě v Praze[6]
- Ludvika Nová-Krajíčková – promována 19. prosince 1904 na české Karlo-Ferdinandově univerzitě v Praze[7]
- Svatoslava Hornofová-Kochlíková – promována 7. června 1905 na české Karlo-Ferdinandově univerzitě v Praze[8]
- Josefa Puklová – promována 25. května 1906 na české Karlo-Ferdinandově univerzitě v Praze
- Anna Lankašová-Burianová – promována 4. července 1907 na české Karlo-Ferdinandově univerzitě v Praze[9]
- Božena Fialová-Nevšímalová – promována 19. prosince 1908 na české Karlo-Ferdinandově univerzitě v Praze[7]

## Stavovské organizace
V Česku lékaře sdružuje Česká lékařská komora. Nikoliv však zubní lékaře. (Komora též nesdružuje veterinární lékaře.)